# Sophie Hitchon
Sophie Hitchon, född 11 juli 1991, är en brittisk friidrottare.
Hitchon blev olympisk bronsmedaljör i släggkastning vid sommarspelen 2016 i Rio de Janeiro.